# غشائيات
الغشائيات أو نطاطات الشجر أو فصيلة ممبراسيدي (الاسم العلمي: Membracidae)، هي فصيلة حشرات من رتبة نصفيات الأجنحة. تضم حوالي 3200 نوع وأكثر من 400 جنس معروف. توجد في جميع القارات باستثناء القارة القطبية الجنوبية. هناك خمسة أنواع فقط معروفة في أوروبا.

## معرض صور

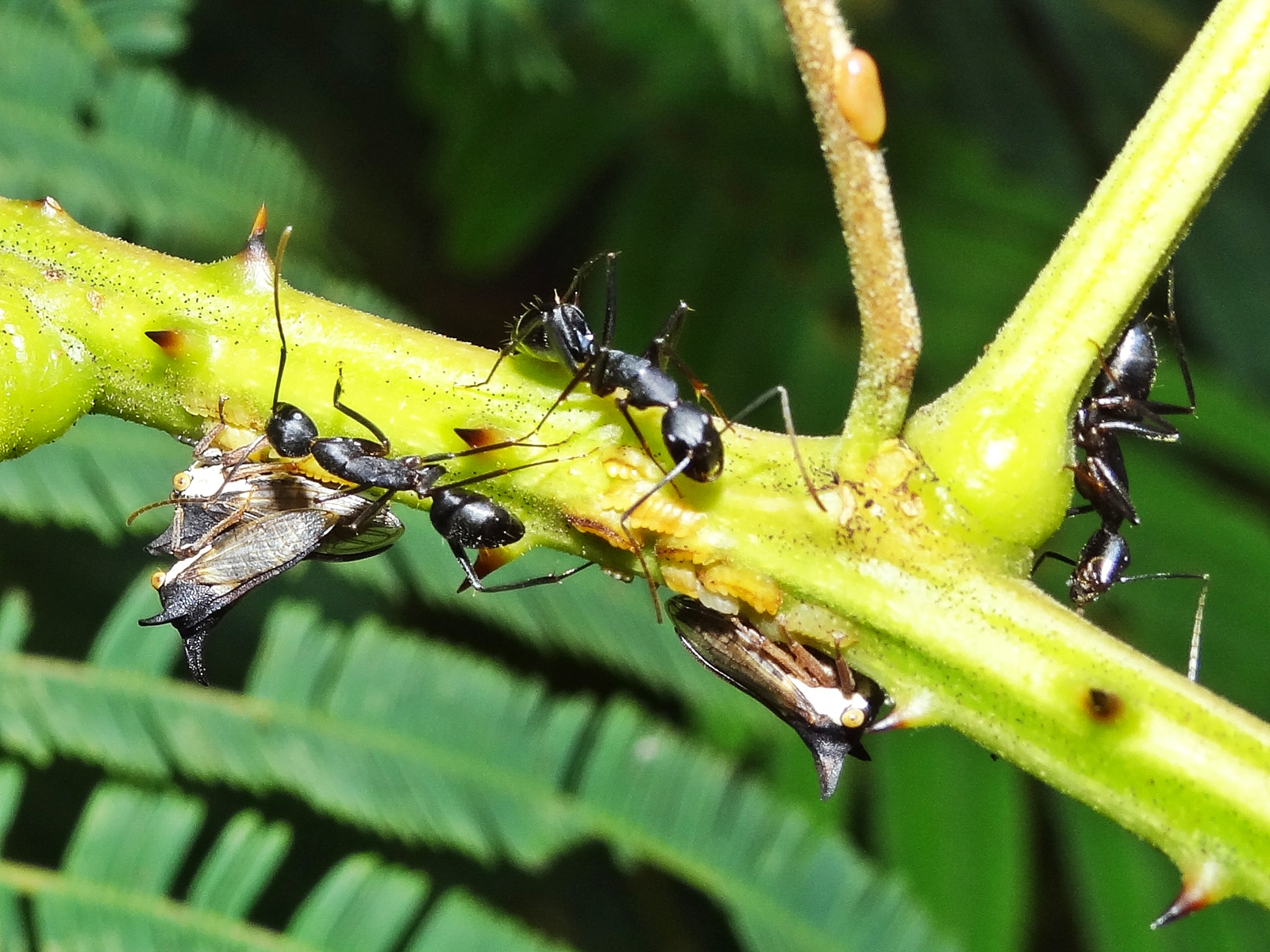
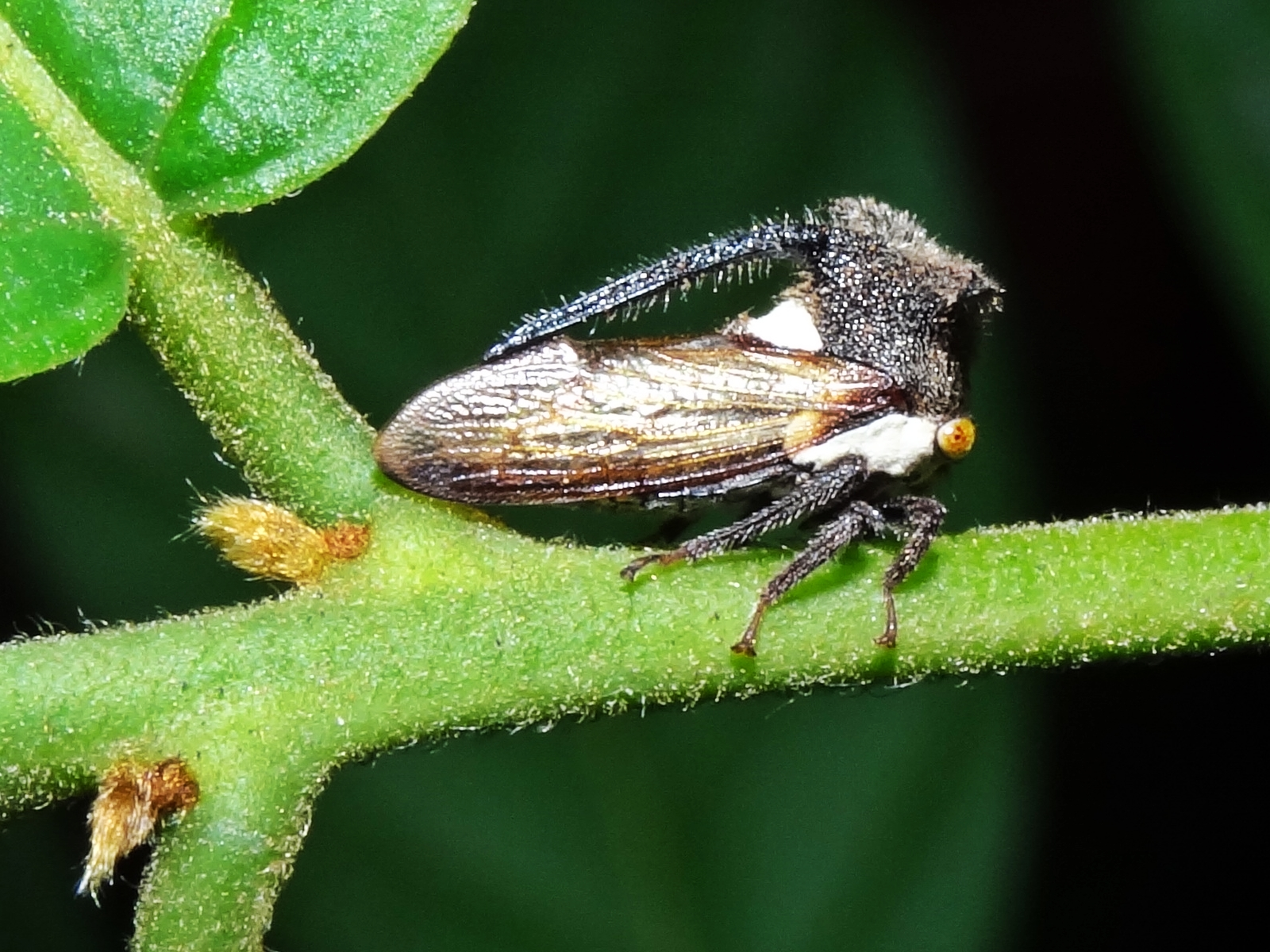
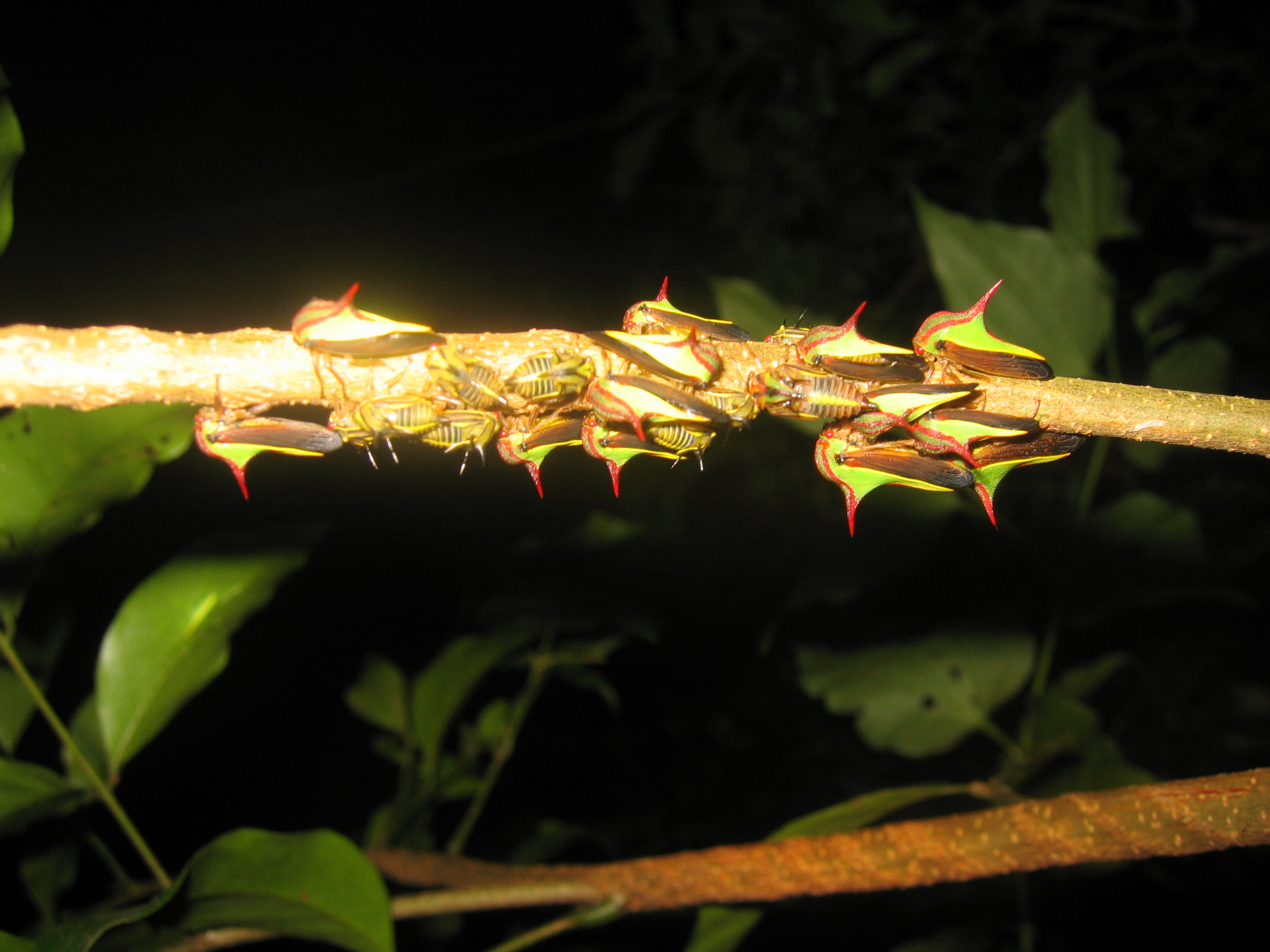
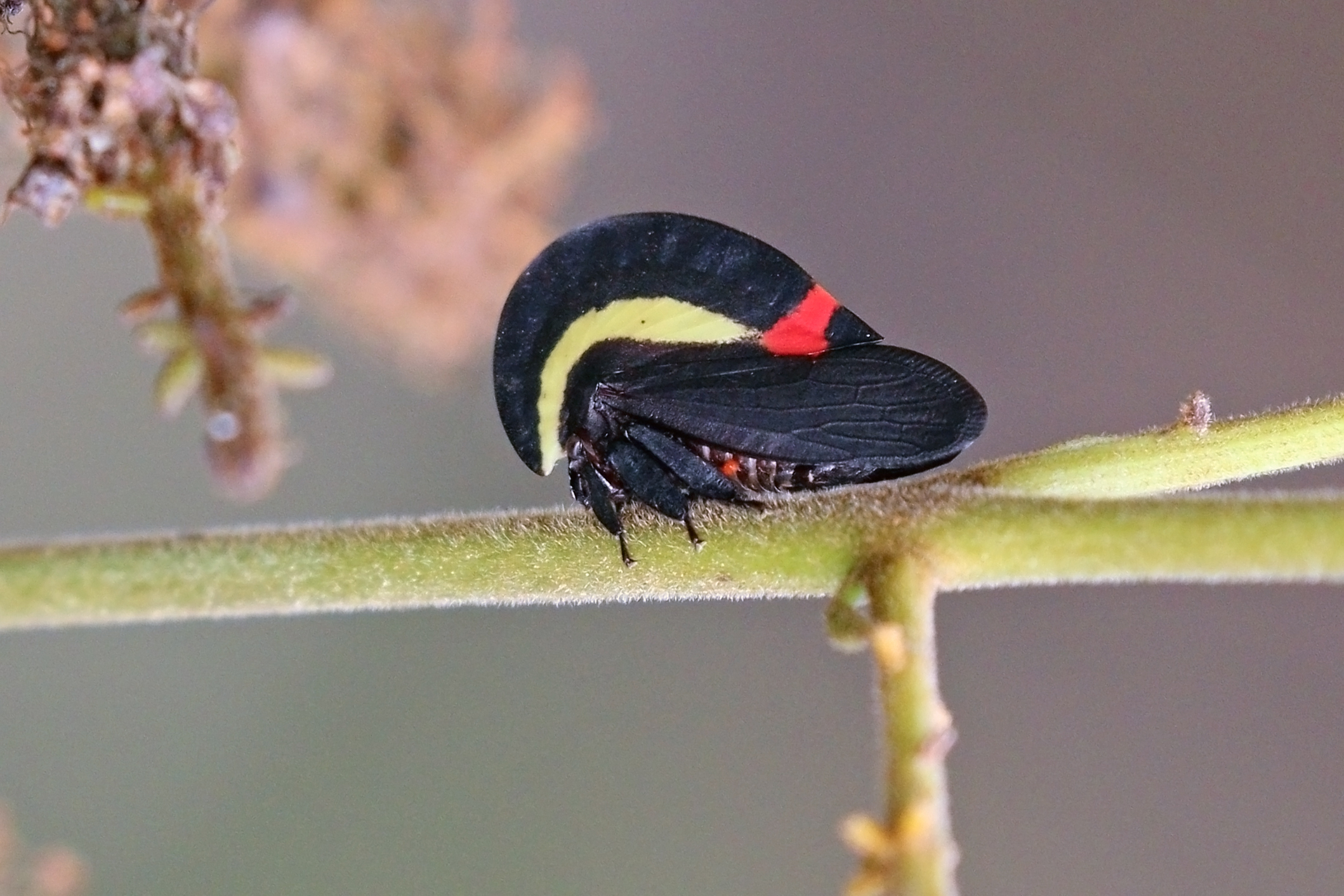